# 10465 Olkin
10465 Olkin este o planetă minoră (asteroid), cu un diametru de 20,606 km, din centura de asteroizi. A fost descoperită pe 29 noiembrie 1980 la Observatorul Palomar de Schelte J. Bus. 
Obiectul prezintă o orbită caracterizată de o semiaxă mare de 3,1261619 UAi, o excentricitate de 0,11, o înclinație de 14,22735 ° în raport cu ecliptica.